# Luis Martín
Luis Martín García SJ (ur. 19 sierpnia 1846 w Melgar de Fernamental, Burgos, Hiszpania, zm. 18 kwietnia 1906 w Rzymie) – hiszpański duchowny katolicki, 24. Przełożony Generalny Towarzystwa Jezusowego.

## Wczesne lata
Trzeci z sześciu braci Martín urodził się w ubogiej rodzinie. Po ukończeniu podstawowej edukacji w rodzinnej wsi wstąpił do seminarium duchownego w Burgos (1858), gdzie podjął studia filozoficzno-teologiczne. W 1864 wstąpił do Towarzystwa Jezusowego. Rewolucja w Hiszpanii i antyklerykalizm zmusiły go do przeniesienia się do Francji, gdzie dokończył kurs filozofii (Poyanne, 1870) i nauczał przedmiotów humanistycznych przez podjęciem studiów teologicznych (1873-77). Święcenia kapłańskie otrzymał 14 września 1876 i od razu udał się na ostatni, roczny, etap formacji jezuickiej zwany 'Trzecią probacją' (1878-79).

## Profesor i rektor
Wkrótce na skutek antyreligijnych ustaw Julsa Ferrego (1880) jezuici musieli opuścić Francję. W międzyczasie w Hiszpanii nastąpiła restauracja monarchii, co pozwalało mu powrócić do kraju. Po powrocie do Kastylii skierowano Martína na studia biblijne oraz do nauczania. Był kolejno: rektorem seminarium w Salamance (1880-84), redaktorem naczelnym El Mensajero del Corazon de Jesus (Posłańca Serca Jezusowego)(1884) i przełożonym wyższej uczelni w Bilbao (przyszły Uniwersytet Deusto).

## Prowincjał Kastylii
Jako rektor w Salamance wykazał się zdolnościami organizacyjnymi oraz troską o formację duchową i intelektualną. Skłoniło to generała do mianowania go prowincjałem Kastylii w 1886. Zarządzał prowincją umiejętnie łagodząc podziały polityczne wśród jezuitów, będące odbiciem sytuacji panującej wśród katolików hiszpańskich.

## Wikariusz Generalny
Generał Anton Anderledy wezwał o. Martína do Rzymu, aby przygotował szkic dokumentu o studiach w Towarzystwie. Na kilka godzin przed śmiercią (1892) Anderledy mianował go Wikariuszem Generalnym Towarzystwa, co oznaczało powierzenie mu obowiązku zwołania i przygotowania Kongregacji Generalnej w celu wyboru nowego Generała. Polityczne napięcie pomiędzy Kościołem a Królestwem Włoch uniemożliwiało zwołanie kongregacji we Włoszech. Martín uzyskał od papieża Leona XIII zgodę aby kongregacja odbyła się w Loyoli (Kraj Basków). Była to jedyna w historii Kongregacja Generalna, która odbyła się poza Włochami.

## XXIV Kongregacja Generalna
24. Kongregacja Generalna rozpoczęła się 24 września 1892. Martín został wybrany w drugim głosowaniu (42 głosy na 70) (2 października). Po skończonej kongregacji generał Luis Martín w powrotną drogę do Fiesole we Włoszech udał się przez Francję, Anglię, Irlandię, Belgię i Niemcy. Była to jedyna wizyta w krajach, których dotyczyły późniejsze wyzwania jego generalatu. Problemy Generała w porozumieniu się z jezuitami północnoeuropejskimi można łatwiej zrozumieć, gdy pamięta się, że „dysydenci” jezuiccy, z którymi się stykał w Hiszpanii, byli raczej reakcjonistami o antyintelektualnym typie. Inne trudności mieli jezuici z Północy o bardziej liberalnych poglądach.

## Rządy
- Zobowiązując się do rządów ad mentem congregationis Martín napisał szereg listów do całego Towarzystwa, które wyrażały zatroskane głosy delegatów na kongregację: list o dyscyplinie zakonnej (przestrzeganie klauzury zakonnej)(1893), dwa listy (1894 i 1895) o doczesnej administracji dóbr (duch ubóstwa zakonnego). Inne ważne listy były echem papieskich dokumentów o Ćwiczeniach duchownych Leona XIII (1900) i o Studiach biblijnych Piusa X (1904).
- Relacja z Leonem XIII i Piusem X były życzliwe i zachęcające. Z powodu zaistniałych okoliczności (utrata Państwa Kościelnego nie została zaakceptowana jeszcze przez papieża, który uważał się za „Więźnia Watykanu”) Martín nie szczędził sił, by wesprzeć wszelkie inicjatywy papieskie, szczególnie poprzez pismo La Civiltà Cattolica. Wykonując dekret Kongregacji Generalnej przeniósł swą siedzibę na powrót z Fiesole do Rzymu (1895).
- Podążając za inicjatywą Leona XIII, zachęcał jezuitów francuskich do pogodzenia się z ideami republikańskimi. Jezuitów europejskich zaś zachęcał do podjęcia kwestii społecznych w duchu encykliki Rerum novarum z 1893.
- W Anglii, pomimo dużych trudności, otworzył na nowo jezuickie szkoły: Wimbledon i Stamford Hill, (Campion Hall).
- Utworzył dwa regiony misyjne: na Jamajce i w Hondurasie powierzając je jezuitom amerykańskim oraz wydelegował Wizytatora do Australii (1895). Apostoł murzynów i niewolników, Piotr Klawer został kanonizowany w 1888, a następnie ogłoszony patronem misji afrykańskich (1896).
- Jego szczególna uwaga była skierowana na Hiszpanię, gdzie odniósł sukces w wykorzenieniu tendencji integrystycznych pośród jezuitów, pomimo poparcia jakim cieszyli się wśród wysokich oficjałów Watykanu. Poparł utworzenie nowego pisma Razon y Fe (1901).
- Szczególnie wdzięczni są mu historycy za zainicjowanie (na życzenie KG 24) krytycznego wydawania źródeł do historii Towarzystwa. Publikacja Monumenta Historica Societatis Iesu rozpoczęta w Madrycie w 1894 została następnie przeniesiona do Rzymu. Wsparł również projekty szerokich studiów nad historią zakonu w Hiszpanii (Astrain), Francji (Fouqueray), Anglii (Hughes), Niemczech (Duhr), Włoszech (Tacchi-Venturi), Belgii i Holandii (Poncelet), Portugalii, itd.
- Pod koniec swojego życia, po wyborze Piusa X, Martín musiał stawić czoła kryzysowi modernistycznemu. George Tyrrell, angielski jezuita, pomimo interwencji Generała został wydalony z zakonu i ekskomunikowany w 1906. Inni byli potępieni, choć nie wydaleni. Bollandyści znajdowali się również w kłopotach.
- Liczba jezuitów sukcesywnie wzrastała podczas jego rządów: od 13,274 na początku (1892) do 15,661 w 1906.

## Cierpienie i śmierć
Choć był słabego zdrowia z upływem lat jeszcze się ono pogarszało. W 1905, z powodu nowotworu amputowano mu prawą rękę. Papież Pius X zezwolił mu mimo to na odprawianie mszy, dyspensa ta była znakiem wielkiej życzliwości. Wkrótce nastąpiły przerzuty na płuca, co doprowadziło do śmierci 18 kwietnia 1906.

## Pisma
- Epistolae Selectae, Roma.
- Memorias del P. Luis Martin (wyd. J.R.Eguilor), 2 vol., Roma, 1988.